# 南極地名諮問委員会
南極地名諮問委員会（なんきょくちめいしもんいいんかい、英: Advisory Committee on Antarctic Names (ACAN or US-ACAN)）は、南極の地形等の名称の推薦に関する責任を負うアメリカ地名委員会の諮問委員会である。アメリカ合衆国は南極を自国の領域とは認識していないため、必要に応じて他国の命名機関と協議し、南極の任意の場所に地名を割り当てる役割を担っている。南極地名諮問委員会は名称の申請の優先順位、適切性、確立された慣用法に基づく命名に関する方針を公開している。